# Lista siturilor arheologice din județul Ialomița - S
Lista siturilor arheologice din județul Ialomița - S conține toate siturile arheologice din județul Ialomița înscrise în Repertoriul Arheologic Național (RAN) și aflate în localități al căror nume începe cu litera S. RAN este administrat de Ministerul Culturii și Patrimoniului Național și cuprinde date științifice, cartografice, topografice, imagini și planuri, precum și orice alte informații privitoare la zonele cu potențial arheologic, studiate sau nu, încă existente sau dispărute.
Puteți căuta un sit din localitățile care încep cu litera S folosind formularul de mai jos sau puteți naviga prin toate siturile din județ la Lista siturilor arheologice din județul Ialomița.
| Cod RAN                                  | Denumire | Localitate                    | Adresă            | Datare                                      | Descoperit | Coordonate                                    | Imagine           | Erori            |
| ---------------------------------------- | --- | ----------------------------- | ----------------- | ------------------------------------------- | ---------- | --------------------------------------------- | ----------------- | ---------------- |
| 94508.03.01 (Cod LMI: IL-I-s-A-14064)    | Situl arheologic de la Stelnica - "Grădiștea Mare" / ansamblu anonim (Categorie: locuire) (Tip: Așezare)             | sat Stelnica, comuna Stelnica | Grădiștea Mare    | Boian                                       |            | 44°24′00″N 27°56′33″E / 44.4°N 27.9425°E      | Încărcați imagine | Raportați eroare |
| 94508.03.02 (Cod LMI: IL-I-s-A-14064)    | Situl arheologic de la Stelnica - "Grădiștea Mare" / ansamblu anonim (Categorie: locuire) (Tip: Așezare)             | sat Stelnica, comuna Stelnica | Grădiștea Mare    | Coslogeni                                   |            | 44°24′00″N 27°56′33″E / 44.4°N 27.9425°E      | Încărcați imagine | Raportați eroare |
| 94508.03.03 (Cod LMI: IL-I-s-A-14064)    | Situl arheologic de la Stelnica - "Grădiștea Mare" / ansamblu anonim (Categorie: locuire) (Tip: Așezare)             | sat Stelnica, comuna Stelnica | Grădiștea Mare    |                                             |            | 44°24′00″N 27°56′33″E / 44.4°N 27.9425°E      | Încărcați imagine | Raportați eroare |
| 94508.03.04 (Cod LMI: IL-I-s-A-14064)    | Situl arheologic de la Stelnica - "Grădiștea Mare" / ansamblu anonim (Categorie: locuire) (Tip: Așezare)             | sat Stelnica, comuna Stelnica | Grădiștea Mare    |                                             |            | 44°24′00″N 27°56′33″E / 44.4°N 27.9425°E      | Încărcați imagine | Raportați eroare |
| 94508.03.06 (Cod LMI: IL-I-s-A-14064)    | Situl arheologic de la Stelnica - "Grădiștea Mare" / ansamblu anonim (Categorie: locuire) (Tip: Necropolă plană)     | sat Stelnica, comuna Stelnica | Grădiștea Mare    | getică sec. IV - III a. Chr.                |            | 44°24′00″N 27°56′33″E / 44.4°N 27.9425°E      | Încărcați imagine | Raportați eroare |
| 92667.01.01 (Cod LMI: IL-I-m-B-14026.01) | Situl arheologic de la Slobozia / ansamblu anonim (Categorie: locuire civilă) (Tip: Așezare)                         | municipiul Slobozia           |                   | Boian                                       |            | 44°32′00″N 27°22′00″E / 44.53333°N 27.36667°E | Încărcați imagine | Raportați eroare |
| 92667.01.02                              | Situl arheologic de la Slobozia / ansamblu anonim (Categorie: locuire civilă) (Tip: Așezare)                         | municipiul Slobozia           |                   | Dridu sec. IX - XI                          |            | 44°32′00″N 27°22′00″E / 44.53333°N 27.36667°E | Încărcați imagine | Raportați eroare |
| 92667.01.03                              | Situl arheologic de la Slobozia / ansamblu anonim (Categorie: locuire civilă) (Tip: Așezare)                         | municipiul Slobozia           |                   | sec. XVII-XVIII                             |            | 44°32′00″N 27°22′00″E / 44.53333°N 27.36667°E | Încărcați imagine | Raportați eroare |
| 94544.01.01 (Cod LMI: IL-I-s-B-14066)    | Situl arheologic de la Sudiți - "La Cot" / ansamblu anonim (Categorie: locuire civilă) (Tip: Așezare)                | sat Sudiți, comuna Sudiți     | La Cot            | sec. IV                                     |            | 44°35′06″N 27°36′25″E / 44.585°N 27.60695°E   | Încărcați imagine | Raportați eroare |
| 94544.01.02 (Cod LMI: IL-I-m-B-14066.01) | Situl arheologic de la Sudiți - "La Cot" / ansamblu anonim (Categorie: locuire civilă) (Tip: Așezare)                | sat Sudiți, comuna Sudiți     | La Cot            | Dridu sec. IX - XI                          |            | 44°35′06″N 27°36′25″E / 44.585°N 27.60695°E   | Încărcați imagine | Raportați eroare |
| 94508.02.01 (Cod LMI: IL-I-s-B-14065)    | Așezarea Coslogeni de la Stelnica - "Grădiștea Stoicii" / ansamblu anonim (Categorie: locuire civilă) (Tip: Așezare) | sat Stelnica, comuna Stelnica | Grădiștea Stoicii | Coslogeni                                   |            | 44°25′00″N 27°56′33″E / 44.41667°N 27.9425°E  | Încărcați imagine | Raportați eroare |
| 94385.01.01                              | Așezarea din epoca bronzului de la Săveni / ansamblu anonim (Categorie: locuire civilă) (Tip: Așezare)               | sat Săveni, comuna Săveni     |                   |                                             |            |                                               | Încărcați imagine | Raportați eroare |
| 105026.01.01                             | Situl arheologic de la Sinești / ansamblu anonim (Categorie: locuire civilă) (Tip: Așezare)                          | comuna Sinești                |                   |                                             | 1972       | 44°34′17″N 26°21′25″E / 44.57139°N 26.35695°E | Încărcați imagine | Raportați eroare |
| 105026.01.02                             | Situl arheologic de la Sinești / ansamblu anonim (Categorie: locuire civilă) (Tip: Așezare)                          | comuna Sinești                |                   | Dridu sec. IX - XI                          | 1972       | 44°34′17″N 26°21′25″E / 44.57139°N 26.35695°E | Încărcați imagine | Raportați eroare |
| 105026.01.03                             | Situl arheologic de la Sinești / ansamblu anonim (Categorie: locuire civilă) (Tip: Așezare)                          | comuna Sinești                |                   | Sântana de Mureș - Cerneahov sec.IV         | 1972       | 44°34′17″N 26°21′25″E / 44.57139°N 26.35695°E | Încărcați imagine | Raportați eroare |
| 105035.01.01                             | Așezarea culturii Dridu de la Sinești / ansamblu anonim (Categorie: așezare) (Tip: Așezare)                          | sat Sinești, comuna Sinești   |                   | Dridu sec. IX-X                             | 1972       | 44°33′29″N 26°23′01″E / 44.55806°N 26.38361°E | Încărcați imagine | Raportați eroare |
| 105035.02.01                             | Situl arheologic de la Sinești / ansamblu anonim (Categorie: așezare) (Tip: Așezare)                                 | sat Sinești, comuna Sinești   |                   | geto-dacică                                 | 1972       | 44°33′07″N 26°23′05″E / 44.55194°N 26.38472°E | Încărcați imagine | Raportați eroare |
| 105035.02.02                             | Situl arheologic de la Sinești / ansamblu anonim (Categorie: așezare) (Tip: Așezare)                                 | sat Sinești, comuna Sinești   |                   | Sântana de Mureș - Cerneahov sec. IV p.Chr. | 1972       | 44°33′07″N 26°23′05″E / 44.55194°N 26.38472°E | Încărcați imagine | Raportați eroare |
| 105035.02.03                             | Situl arheologic de la Sinești / ansamblu anonim (Categorie: așezare) (Tip: Așezare)                                 | sat Sinești, comuna Sinești   |                   | Dridu sec. IX-X                             | 1972       | 44°33′07″N 26°23′05″E / 44.55194°N 26.38472°E | Încărcați imagine | Raportați eroare |
| 92667.02.01                              | Mănăstirea Sfinții Voievozi din Slobozia / ansamblu anonim (Categorie: construcție de cult) (Tip: biserică)          | municipiul Slobozia           | str. Mănăstirii 2 | sec.XVII - XIX.                             |            |                                               | Încărcați imagine | Raportați eroare |